# Артхаус
Артха́ус (англ. Art house букв. «дом искусств») — кинопрокатная ниша, в которую попадают фильмы, не рассчитанные на широкую аудиторию, демонстрирующиеся, как правило, в специализированных (артхаусных) кинотеатрах. К категории артхауса относят авангардное, фестивальное, не мейнстримовое кино, жанровые картины, расширяющие представления о жанре, работы классиков мирового кинематографа (авторское кино), кино этнических и сексуальных меньшинств, а также так называемое интеллектуальное кино.
Само понятие «артхаус» возникло во второй половине 1940-х годов в США, где так стали называть кинотеатры, специализирующиеся на показе классических довоенных голливудских лент, а также фильмов иностранного (то есть неамериканского) и местного независимого производства.
Артхаусные кинотеатры объединяет Международная конфедерация артхаусных кинотеатров (CICAE).

## История

### Предшественники:1910-е—1920-е годы
Предшественниками современного артхауса можно назвать фильмы «Нетерпимость» (1916) Дэвида Гриффита и «Броненосец „Потёмкин“» Сергея Эйзенштейна (1925), которые повлияли на развитие европейских движений кино в течение многих десятилетий. Фильм Эйзенштейна «Броненосец „Потёмкин“» был революционной пропагандой, которая использовалась для проверки его теории, при которой монтаж фильма происходит таким образом, чтобы производить наибольший эмоциональный отклик у зрителей. Международная известность, которую Эйзенштейн получил после выхода этого фильма, позволила ему снять фильмы «Октябрь» (в честь грандиозного десятого юбилейного празднования Октябрьской революции в 1927 году) и «Старое и новое». Критики по всему миру высоко оценили эти фильмы. Основное внимание Эйзенштейна было направлено на структурные вопросы, такие как углы камеры, движение толпы. Эта манера съёмки повлияла на других режиссёров, таких как Всеволод Пудовкин и Александр Довженко: «Земля» (1930) часто определяется как вершина артхаусного кинематографа.
На артхаус также повлияли фильмы испанских авангардистов, таких как Луис Бунюэль и Сальвадор Дали (например, «Золотой век»), а также французского драматурга и режиссёра Жана Кокто. В 1920-е годы в кинообществах начало распространяться мнение, что фильмы можно разделить на «развлекательное кино, направленное на массовую аудиторию, и серьёзное художественное кино (англ. art cinema), направленное на интеллектуальную аудиторию». В Англии Альфред Хичкок и Айвор Монтегю сформировали Общество кино, которое по их мнению, было «художественным достижением», наряду с такими достижениями как «советские фильмы диалектического монтажа, а также экспрессионистские фильмы немецкой студии Universum Film A. G.».
«Чистое кино», французское авангардное движение 1920-х и 1930-х годов, также повлияло на развитие идей артхауса. Это движение включало в себя дадаистов, таких как Ман Рэй («Оставьте меня в покое»), Рене Клер («Антракт») и Марсель Дюшан («Анемичное кино»).
Чистое кино находился под влиянием таких немецких «абсолютных» режиссёров, как Ханс Рихтер, Вальтер Руттман и Викинг Эггелинг. Рихтер утверждал, что его фильм «Ритм 21» (нем. Rhythmus 21) (1921) был первым абстрактным фильмом из когда-либо созданных. Это утверждение не соответствует действительности: Рихтеру предшествовали итальянские футуристы Бруно Корра (1911) и Арнальдо Джинна (1912). Тем не менее, фильм Рихтера считается важным в истории артхауса как пример ранних артхаусных фильмов.

### 1930-е—1950-е годы
В 1930-х и 1940-х годах голливудские фильмы можно было разделить на адаптации художественных литературных произведений (например, фильмы Джона Форда «Осведомитель» (1935) и «Долгий путь домой» (1940) по мотивам одноимённого романа Лиама О’Флаэрти и пьесе Юджина О’Нила соответственно), а также на коммерчески успешные популярные жанровые фильмы, такие как гангстерские фильмы и триллеры. Уильям Сиска утверждает, что фильмы итальянского неореализма середины и конца 1940-х годов, такие как «Рим — открытый город» (1945), «Пайза» (1946) и «Похитители велосипедов» можно считать «сознательным ходом артхауса» (англ. conscious art film movement).
В конце 1940-х годов в американской общественности бытовало мнение о том, что итальянский неореализм и другие «серьёзные» европейские жанры отличались от обычных голливудских фильмов. Это мнение было подкреплено развитием «артхаусных кинотеатров» в крупных городах США и кампусах колледжей. После Второй мировой войны «растущий сегмент американской публики киноманов был утомлён голливудскими мейнстримовыми фильмами», и они стали посещать вновь созданные артхаусные кинотеатры, чтобы увидеть «альтернативу фильмам, демонстрирующимся в коммерческих мейнстримовых кинотеатрах». Фильмы, представленные в этих кинотеатрах, включали в себя «британские, иноязычные и независимые американские фильмы, а также документальные фильмы и пробуждение голливудских классиков». Такие фильмы, как «Рим — открытый город» (Роберто Росселлини) «Виски в изобилии» (Александр Маккендрик), «Похитители велосипедов» и «Красные башмачки» были показаны значительной американской аудитории.
В конце 1950-х годов французские кинематографисты начали выпускать фильмы, которые попадали под влияние итальянского неореализма и классического голливудского кино. Эти фильмы критики стали называть французской новой волной.

### 1960-е—1970-е годы
Французская новая волна продолжилась вплоть до 1960-х годов. В течение 1960-х годов термин «артхаус» стали гораздо более широко использовать в Соединённых Штатах, чем в Европе. В США этот термин часто определяется очень широко и может включать в себя иноязычные (не на английском языке) «режиссёрские» фильмы, независимые фильмы, экспериментальные фильмы, документальные и короткометражные фильмы.
В 1960-е годы в США слово «артхаус» стало эвфемизмом колоритных итальянских и французских фильмов категории B.
К 1970-м годам этот термин стал использоваться для описания эротических европейских фильмов с художественной структурой, таких как шведский фильм «Я любопытна — фильм в жёлтом».
В США термин «артхаус» может относиться к фильмам современных американских художников, в том числе к Энди Уорхолу с его фильмом «Грустное кино» (1969), но иногда этот термин используется очень свободно, чтобы обратиться к широкому кругу фильмов, показанных в репертуарных или «артхаусных кинотеатрах». При таком подходе широкий спектр фильмов, такие как фильмы Хичкока 1960-х годов, экспериментальные андеграундные фильмы 1970-х годов, европейские авторские фильм, «независимый» кинематограф США, и даже мейнстримные иностранные фильмы (с субтитрами), возможно, все попадают под определение «артхаусный фильм».

### 1980-е—2000-е годы
К 1980-м и 1990-м годам этот термин стал тесно связан с «независимым кино» в США, который разделяет многие из тех же стилистических черт с артхаусом. Такие компании, как «Miramax Films» работают с независимыми фильмами, которые были признаны коммерчески неуспешными на крупных студиях. Когда крупные киностудии заняли нишу привлекательности независимых фильмов, они создали специальные подразделения, не связанные с мейнстримом, такие как «Fox Searchlight Pictures» (дочерняя компания «Twentieth Century Fox»), «Focus Features» (подразделение студии «Universal Pictures»), «Sony Pictures Classics» (подразделение «Sony Pictures Entertainment») и «Paramount Vantage» (подразделение «Paramount Pictures»). Кинокритики спорят, действительно ли можно считать фильмы из этих специальных подразделений «независимыми фильмами», учитывая, что они имеют финансовую поддержку от крупных студий.
По словам режиссёра, продюсера и дистрибьютора Роджера Кормана, «1950-е и 1960-е годы были временем наибольшего влияния артхауса. Затем влияние ослабло. Голливуд усвоил уроки европейских фильмов и включил эти уроки в свои фильмы». Корман утверждает, что «зрители могли увидеть какую-то сущность европейского артхауса в голливудских фильмах семидесятых…, артхаус, который никогда не был просто европейским кино, а в действительности чаще был мировым кино, хотя изо всех сил пытался получить широкое признание». Корман отмечает, что «Голливуд расширился, и его эстетический диапазон коренным образом изменился… потому что диапазон предметов под рукой был расширен за счёт включения условий имиджмейкерства, производства фильмов, нового и призматического медиа-опосредованного опыта современности. Там новая аудитория, которая узнала о художественных фильмах из видеомагазинов». Корман утверждает, что «в настоящее время имеется возможность возрождения» американского артхауса.

## CICAE
В 1955 году в Париже основана Международная конфедерация артхаусных кинотеатров (CICAE, фр. Confédération Internationale des Cinémas d'Art et d'Essai). Членом CICAE является основанное в 1992 году объединение «Europa Cinemas», в которое входят кинотеатры, поддерживающие европейское кино. В России членами CICAE (через «Europa Cinemas») являются московские кинотеатры «Пионер» и «35мм», петербургские «Дом Кино» и «Родина», екатеринбургский «Салют», нижегородский «Орлёнок» и калининградская «Заря». В Белоруссии членами CICAE (через Europa Cinemas) является Минский кинотеатр «Ракета». На Украине членом CICAE (через «Europa Cinemas») является киевский кинотеатр «Жовтень».